# Коргалжънски район
Коргалжънски район (на казахски: Қорғалжын ауданы) е съставна част на Акмолинска област, Казахстан, с обща площ 9250 км2 и население 8655 души (по приблизителна оценка към 1 януари 2020 г.). Мнозинството от населението са казахи (87,9 %), следвани от руснаците (5,0 %), украинците (2,4 %), германците (1,3 %), и други националности (3,4 %).
Административен център е село Коргалжън.